# Galactic Conqueror
Galactic Conqueror est un jeu vidéo de combat spatial édité par Titus. Il est sorti fin 1988, début 1989 en version Atari ST et Amiga et quelque temps plus tard sur PC CGA et Amstrad CPC.

## Résumé
Galatic Conqueror est un jeu de combat spatial. Le but est de défendre les planètes de la coalition contre les attaques des rebelles.

## L'histoire
"Gallion" est la planète mère au "centre" de la galaxie, où se trouvent les Conquerors, leaders des escadrilles galactiques.
À bord de votre vaisseau vous devez protéger les attaques des troupes rebelles qui s'attaquent aux planètes alliées.
Vous devez lutter contre leur progression et surtout défendre "Gallion".
Galactic Conqueror est composé de batailles aussi bien à travers les champs de météores et aussi en basse altitude sur les planètes attaquées.
Vous devez aussi faire le plein de carburant via le vaisseau mère.
À travers une carte galactique, on peut surveiller les planètes sauvées (en vert) et les planètes qui sont attaquées (en rouge).
Il existe une phase de combat cachée, parfois un vaisseau ennemi est localisé, ce vaisseau de transport, énorme comme une planète prend tout l'écran de jeu et des centaines de vaisseaux sont lancés contre vous.

## Équipe de développement
- Game Design : Alain Fernandes
- Programmation : Alain Fernandes ( Amiga / Atari ST )
- Graphisme : Olivier Corviole
- Conversions : Gil Espeche ( Amstrad CPC ) ,  Vincent Berthelot , Eric Zmiro (PC)